# ゆらぎの定理
ゆらぎの定理（ゆらぎのていり、英: Fluctuation Theorem, FT）とは、ある過程の実現確率と、その逆過程の実現確率との間に、対称性が存在することを示した定理である。
ゆらぎの定理は、平衡近傍に適用すると相反定理、揺動散逸定理、線形応答理論が導かれ、等温系で適用するとJarzynski等式を導くことが出来る。ゆらぎの定理は、線形応答の関係を、非線形な領域にまで拡張したものとも見ることができる。それまで有意味な関係式があると思われてこなかったような領域において発見された関係式であり、そのため発見された90年代以降、ゆらぎの定理に関係した研究は活発に行われている。

## 内容
ある操作（例えばピストンを引いて始状態から終状態に変化させる）におけるエントロピー生成率を{\displaystyle \sigma (t)}、その逆操作（終状態からピストンを押して始状態にする）におけるエントロピー生成率を{\displaystyle \sigma ^{\dagger }(t)}とする。また、エントロピー生成の時間平均を{\displaystyle {\bar {\sigma }}(t)\equiv (1/t)\int _{0}^{t}\sigma (s)ds}と書くことにする。{\displaystyle \sigma (t)}を{\displaystyle (A,A+dA)}の範囲に見出す確率を{\displaystyle P({\bar {\sigma }}(t)=A)}とし、{\displaystyle \sigma ^{\dagger }(t)}を{\displaystyle (-A,-A-dA)}の範囲に見出す確率を{\displaystyle P({\bar {\sigma }}^{\dagger }(t)=-A)}とする。
このとき、ゆらぎの定理は以下で表される。
{\displaystyle {\frac {P({\bar {\sigma }}(t)=A)}{P({\bar {\sigma }}^{\dagger }(t)=-A)}}=e^{At}}

## 歴史
ゆらぎの定理は、1993年にデニス・エヴァンス, エゼキエル・ゴダート・コーエンおよびゲイリー・モリスによって、Nose-Hoover熱浴のシミュレーションにおいて発見された。
当時は、Nose-Hoover熱浴特有の性質と思われていたが、1998年にKurchanによってランジュバン方程式に従う系に、2000年にJarzynskiによって一般のハミルトン系に対して証明がなされ、極めて一般的に成り立つ定理であることが分かった。

## ゆらぎの定理の意味
ゆらぎの定理は、状態変化の速さ（例えば、ピストンを動かす速さ）に対していかなる制限もなされていない。これは、操作が準静的のみ、あるいは線形応答領域のみのように制限されていたこれまでの定理と一線を画する部分である。また、この定理はエントロピーが増えるような「極めて典型的な状態変化」の発生確率と、エントロピーが減るような「極めてまれな状態変化」の発生確率との間に、上記のような極めてシンプルな関係が存在していることを主張している。ゆらぎの定理以前には、そのような「極めてまれな状態変化」の発生確率について有意義な関係式など存在しないだろうと思われていたので、この定理はそうした常識的な見方を覆したという意義も持っている。

## 定常過程のゆらぎの定理
多くの場合、ゆらぎの定理は上記のような「ある遷移過程における順過程と逆過程のエントロピー生成率の関係」を指すが、定常状態におけるエントロピー生成率の大偏差性質についての定理も「ゆらぎの定理」と呼ばれることがある。これらを区別するため、前者を「遷移過程のゆらぎの定理」、後者を「定常過程のゆらぎの定理」と呼ぶこともある。
定常過程のゆらぎの定理は以下で表される。
{\displaystyle \lim _{t\to \infty }{\frac {1}{t}}\ln {\frac {P({\bar {\sigma }}(t)=A)}{P({\bar {\sigma }}(t)=-A)}}=A}